# Église Saint-Pierre de Calais
L’église Saint-Pierre de Calais est un lieu de culte catholique, situé dans le quartier Saint-Pierre.

## Description
De style néo-gothique, en forme de croix latine, cette église est marquée par une silhouette sévère mais élégante. 
Son clocher, inspiré de celui de Saint-Pierre de Caen, lui-même imité du Kresker (Saint-Pol-de-Léon)  maintes fois reproduit en Bretagne. Il culmine à 65 mètres.

## Historique
L'antique église de la ville de Saint-Pierre, située quai du commerce, devenue vétuste, exigüe et menaçant ruine, il est décidé la construction d'un nouveau lieu de culte au fond de la place Crèvecoeur. C'est à Emile Boeswillwald, élève de Viollet-le-Duc, qu'est confié le projet.